# Castello di Buda
Il castello di Buda (in ungherese Budavári Palota) è il castello storico usato dai re Ungheresi a Budapest. In passato venne chiamato anche "Palazzo Reale" (Királyi Palota) e "Castello Reale" (Királyi Vár).
Venne costruito sul lato sud della collina, vicino al vecchio quartiere del castello (Várnegyed), famoso per lo stile barocco e per le case ed edifici pubblici del diciannovesimo secolo. È collegato a piazza Adam Clark e al ponte delle Catene (Széchenyi lánchíd) per mezzo di una funicolare.
Il castello di Buda è stato inserito dall'UNESCO tra i patrimoni dell'umanità nel 1987.

## Storia

### Palazzo medioevale
La prima residenza reale della collina venne costruita da re Béla IV tra il 1247 ed il 1265.

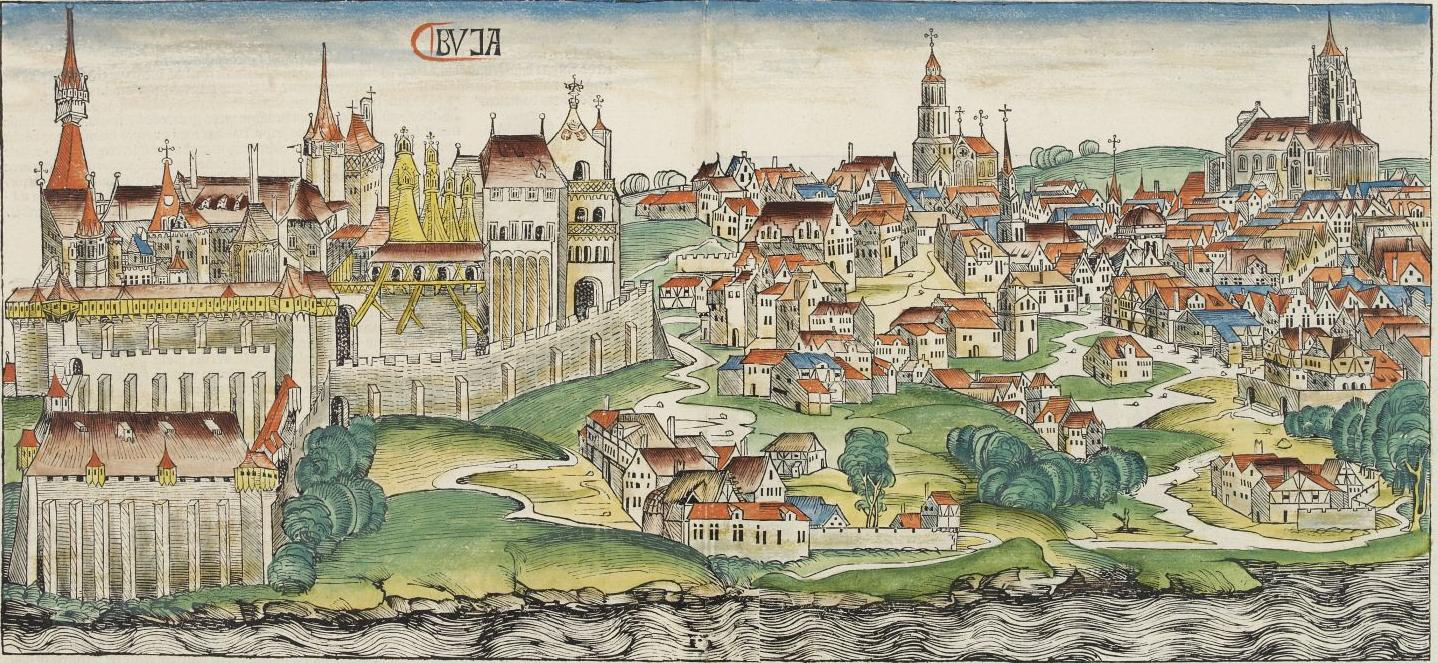
Il castello di Buda durante il Medioevo. Dalle cronache di Hartmann Schedel

La parte più antica del palazzo attuale venne eretta nel quattordicesimo secolo dal principe Stefano, duca di Slavonia, fratello minore di re Luigi I d'Ungheria. Sono rimaste solo le fondazioni della torre di Stefano (István-torony). Il palazzo gotico di Luigi I venne costruito intorno ad un piccolo giardino adiacente alla torre di Stefano.
Re Sigismondo ampliò notevolmente il palazzo perché, come imperatore del Sacro Romano Impero, aveva bisogno di una residenza fastosa in modo da mostrare la propria supremazia tra i regnanti europei. Il castello di Buda divenne la residenza principale dell'Imperatore, e durante il suo regno divenne la più imponente opera gotica del tardo Medioevo. Buda divenne un importante centro artistico, sede dello stile tardo gotico.
La costruzione iniziò nel 1410, e buona parte dei lavori finì nel decennio del 1420, nonostante alcune opere di finitura proseguirono fino alla morte del re.
La parte più importante del palazzo di Sigismondo è rappresentata dall'ala settentrionale, chiamata palazzo Fresco (Friss-palota). Al piano superiore vi si può trovare una sala immensa (70 m x 20 m) con un soffitto di legno intagliato e grandi vetrate e balconi che si affacciano sulla città di Buda. La sala prendeva il nome di Sala Romana. La facciata del palazzo venne decorata con statue e stemmi familiari. Il palazzo venne citato la prima volta nel 1437 con il nome di fricz palotha.
Sigismondo si premurò anche di rafforzare le fortificazioni che circondavano il palazzo. La parte meridionale era circondata da Zwingers. Due muri paralleli, chiamati "muri di cortina", univano il palazzo al fiume Danubio, lungo la scoscesa collina. L'opera più imponente, la famosa "Torre Rotta" (Csonka-torony), restò incompiuta sul lato occidentale del castello. Le fondazioni della torre vennero usate come prigioni; i piani superiori, invece, custodivano probabilmente i tesori reali.
L'ultima fase della costruzione in grande scala si svolse sotto il regno di Mattia Corvino. Nel primo decennio di regno il sovrano intraprese e completò i lavori al palazzo gotico. La cappella reale, con la cappella inferiore, venne probabilmente costruita in quel periodo.
Dopo il matrimonio del 1476 tra Mattia e Beatrice d'Aragona, la figlia del re di Napoli, umanisti, artisti e artigiani italiani si trasferirono a Buda. La capitale ungherese divenne il primo centro rinascimentale a nord delle Alpi. Il re ricostruì il palazzo con lo stile del primo Rinascimento. La corte venne rimodernata. All'interno del palazzo si trovavano due stanze con il soffitto dorato, la famose "Libreria Corvina" ed un corridoio con affreschi raffiguranti i dodici segni zodiacali. La facciata venne decorata con statue di Giovanni Hunyadi, László Hunyadi e re Mattia. Al centro della corte venne aggiunta una fontana con la statua di Atena.
Al giorno d'oggi sono rimasti solo pochi frammenti del palazzo rinascimentale: balaustre in marmo rosso, architravi e pavimenti decorati in vetro.
Negli ultimi anni del suo governo, Mattia iniziò la costruzione di un nuovo palazzo rinascimentale sul lato orientale della corte Sigismondo, vicino al Palazzo Fresco. Il Palazzo di Mattia restò incompiuto a causa della sopravvenuta morte del re. Dalle fonti scritte apprendiamo che aveva una monumentale scala in marmo rosso davanti alla facciata. Le porte in bronzo erano decorate con pannelli raffiguranti le dodici fatiche di Ercole. Gli umanisti della corte erano soliti identificare Ercole con il re Mattia. Una grande statua bronzea dell'eroe greco dava il benvenuto agli ospiti del palazzo.
Dopo la morte di Mattia Corvino il successore, Ladislao II di Boemia, proseguì i lavori al palazzo di Mattia, specialmente dopo il matrimonio con Anna di Foix-Candale del 1502.

### L'era ottomana

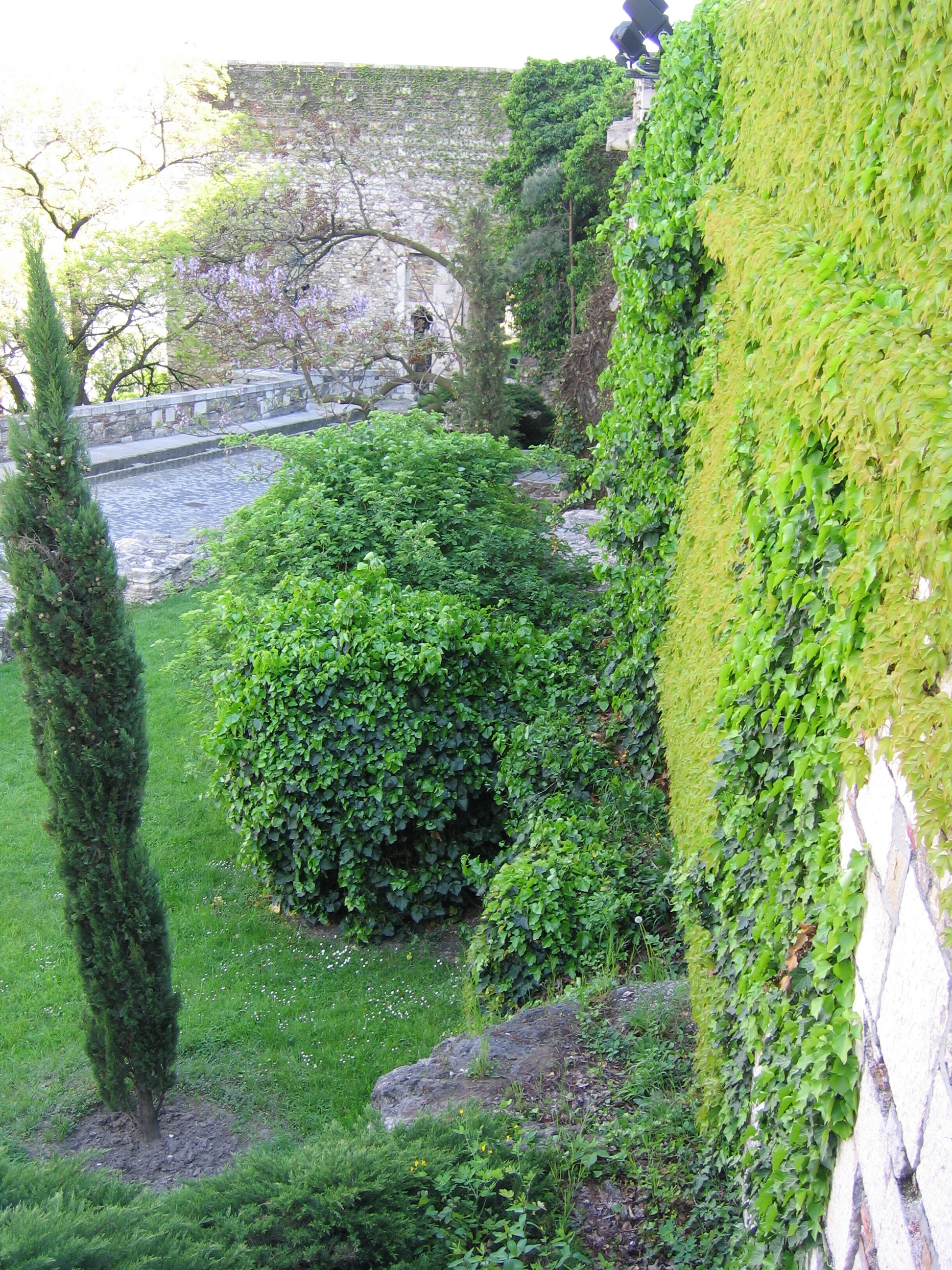
Zwinger medievale

Dopo la battaglia di Mohács il medievale Regno d'Ungheria collassò. Le armate ottomane occuparono ed evacuarono la città l'11 settembre 1526. Nonostante Buda fosse stata saccheggiata ed incendiata, il Palazzo Reale non venne danneggiato. Il sultano Solimano il Magnifico si limitò a prendere le statue in bronzo (quelle della famiglia reale Hunyadis, Atena ed Ercole) e a portarle con sé a Costantinopoli. Le statue vennero distrutte durante una ribellione accaduta pochi anni dopo. Il sultano pretese anche molti volumi presenti nella famosa Libreria Corvina.
Nel 1529 l'esercito ottomano assediò ed occupò Buda per la seconda volta. Questa volta il palazzo venne gravemente danneggiato. Sotto il regno di Giovanni I d'Ungheria, ultimo re nazionale, il palazzo venne riparato. Sulla punta meridionale gli ingegneri italiani costruirono la Grande Rondella. Il bastione circolare è la più imponente struttura sopravvissuta del vecchio palazzo.
Nonostante gli scrittori turchi parlassero entusiasticamente della bellezza del palazzo, il nuovo governo ottomano ne permise la decadenza. Venne parzialmente utilizzato come deposito o magazzino.
Il palazzo venne chiamato Iç Kala (castello interno) e Hisar Peçe (cittadella) dai turchi. Il nome assegnato alla corte era Seray meydani, ed il soprannome preferito del complesso era "palazzo delle Mele dorate".
Nel periodo compreso tra il 1541 ed il 1686 gli Asburgo tentarono più volte di riconquistare Buda. I falliti assedi del 1542, 1598, 1603 e 1684 causarono molti danni al complesso. Gli ottomani si limitarono a riparare le fortificazioni.
Secondo le fonti del diciassettesimo secolo molti degli edifici del vecchio palazzo restarono senza soffitto, e le volte collassarono. Nonostante tutto buona parte del palazzo sopravvisse fino al grande assedio del 1686.

### La distruzione del palazzo medievale

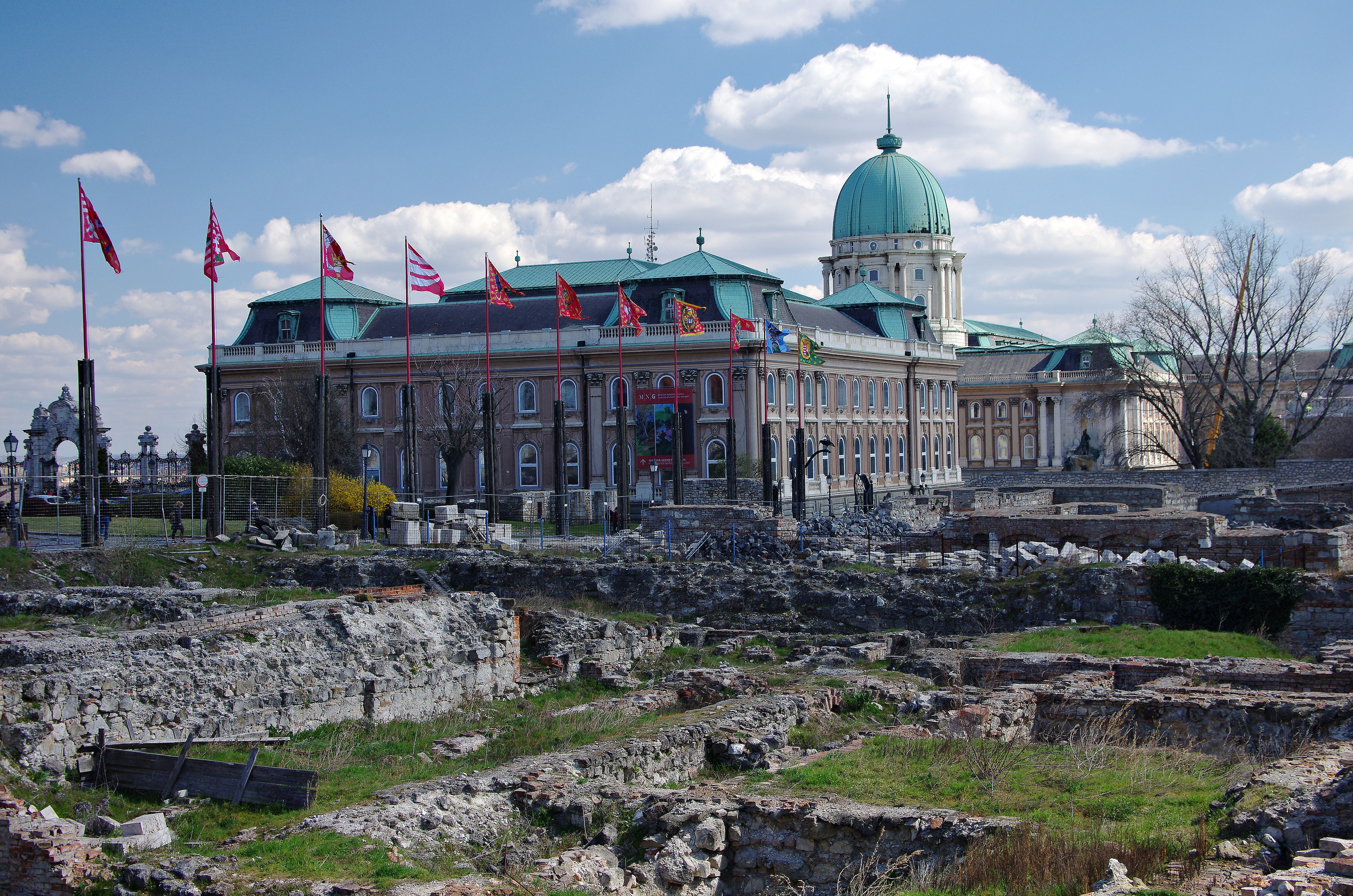
Castello visto dall'area archeologica medievale

Il palazzo medievale venne distrutto durante il grande assedio del 1686, quando Buda venne catturata dalle forze Cristiane alleate. Durante il pesante bombardamento d'artiglieria molti degli edifici vennero abbattuti o presero fuoco. La Torre di Stefano, usata come polveriera dagli ottomani, esplose. Secondo le fonti contemporanee la gigantesca esplosione causò la morte di 1500 soldati turchi, e causò un'ondata di marea sul Danubio che spazzò via le batterie d'artiglieria stanziate sulla riva opposta del fiume. Questa esplosione fu causata da un singolo colpo di cannone sparato da un frate di nome Gábor, a cui ci si riferisce anche con il nome di Tüzes Gábor, "L'Ardito Gabriele".
Nei decenni successivi gli ingegneri militari asburgici stesero numerosi progetti relativamente agli edifici. Nonostante buona parte delle mura fosse sopravvissuta, la scarsa manutenzione ne provocò il crollo. Nel decennio compreso tra il 1702 ed il 1715 la Torre di Stefano scomparve totalmente, ed il palazzo venne riparato.
Nel 1715 re Carlo III ordinò la demolizione delle rovine. Johann Hölbling continuò a monitorare le strutture rimaste. Secondo gli ordini del re le strutture rimaste, statue, antichità, iscrizioni e monete vennero distrutte (ma non ci sono prove della realizzazione del decreto reale). La parte principale del palazzo e la Torre Rotta vennero demolite, trincee e fossati vennero riempiti, creando così una nuova superficie piana. Fortunatamente le fortificazioni meridionali, gli zwinger e le stanze furono semplicemente sepolte sotto tonnellate di rifiuti e terra.

### Il palazzo del primo barocco
Nel 1715 un piccolo palazzo barocco venne costruito secondo quanto deciso da Johann Hölbling. Questo edificio rettangolare aveva una corte interna ed una piccola ala demolita in seguito. Il palazzo Hölbling è identico al nucleo del palazzo ammirabile oggi presso la "Corte Barocca" del Museo storico di Budapest.
La costruzione dell'interno del palazzo venne abbandonata nel 1719. L'Hofkriegsrat assegnò a Fortunato di Prati il compito di stendere i piani per il completamento del palazzo, ma la mancanza di fondi ne rinviò l'implementazione.
Nel 1723 il palazzo subì i danni di un incendio casuale, e le finestre vennero murate per evitare ulteriori deperimenti della struttura. Molti dipinti tra il 1730 ed il 1740 mostrano i parziali lavori. Alcune incisioni mostrano il palazzo come era nelle intenzioni dell'ingegnere. Il tetto venne riparato intorno al 1730.

### Il palazzo barocco
Nel 1748 il conte Antal Grassalkovich, Presidente della Camera Ungherese, chiese pubblicamente di completare il derelitto palazzo attraverso l'uso di sottoscrizioni pubbliche. Anche János Pálffy si unì alla richiesta. Il momento era favorevole grazie alle ottime relazioni tra la nobiltà ungherese e gli Asburgo. Gli ungheresi avevano sostenuto la regina Maria Teresa durante la terribile guerra di successione austriaca. La regina era riconoscente, ed il nuovo Palazzo Reale divenne il simbolo dell'amicizia tra la dinastia e la nazione.

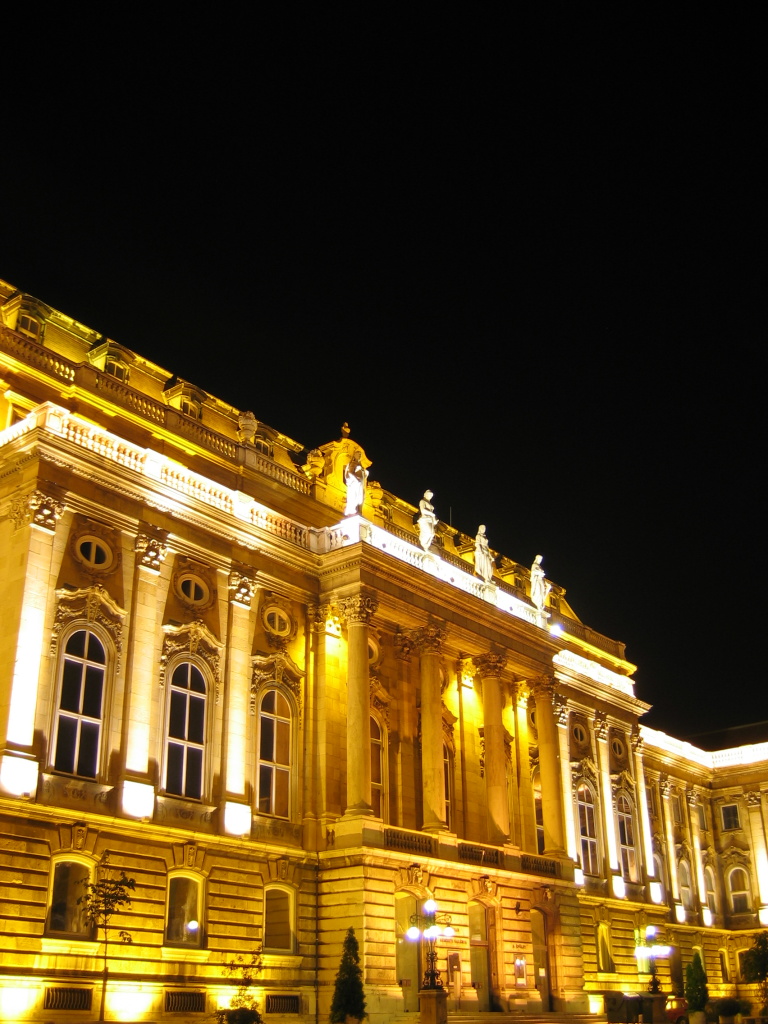
La facciata Hillebrandt della corte

I piani dello splendido palazzo barocco a forma di U vennero stesi da Jean Nicolas Jadot, capoarchitetto della corte viennese. Dopo il 1753 il progetto venne modificato dal suo successore, Nicolò Pacassi. Ignác Oraschek, che fu anche il capomastro, modificò ulteriormente il progetto secondo le proprie idee. La posa della prima pietra avvenne il 13 maggio 1749, compleanno della regina. I lavori proseguirono fino al 1758, quando le difficoltà finanziarie ne causarono un'interruzione di sette anni. In questo periodo solo gli interni erano incompleti.
Secondo i documenti storici dell'epoca (quelli che sono sopravvissuti) l'aspetto del palazzo seguiva le indicazioni del 1749 di Jadot. Le facciate, alcuni interni e la Cappella di San Sigismondo sono lavori di Pacassi, mentre la doppia falsa cupola è stata probabilmente ideata da Oraschek, ex capocantiere del conte Grassalkovich. Le doppi false cupole sono elementi tipici dei castelli in stile barocco-Grassalkovich, come il Palazzo Reale di Gödöllő. Questo elemento venne rimosso in seguito dal palazzo.
Nel 1764 la regina visitò il palazzo e stanziò la cifra di 20.000 talleri per il completamento dei lavori. Lavori che ricominciarono nel 1765 secondo quanto stabilito da Franz Anton Hillebrandt. Hillebrandt modificò la facciata anteriore ricorrendo allo stile rococò. Nel 1769 la Cappella di San Sigismondo venne consacrata e, nello stesso anno, i lavori vennero ultimati. Secondo i calcoli di Grassalkovich il costo totale fu di 402.679 fiorini.

### Conventi e scuole
La funzione di utilizzo del complesso non è sicura. Ovviamente la regina non intendeva usarla come residenza a causa del fatto che passava poco tempo a Buda. Nel 1769 Maria Teresa donò un'ala alle Sorelle di Loreto di Sankt Pölten, conosciute con il nome di Englische Fräulein o angolkisasszonyok. L'edificio passò di mano ufficialmente il 13 maggio 1770, ma le splendide sale barocche erano assolutamente inadatte per un monastero. Nel 1777 la regina decise che l'Università di Budapest avrebbe dovuto spostarsi a Buda.
Le suore si trasferirono lontano dal palazzo, il quale divenne un luogo di studio. I lavori erano guidati da Farkas Kempelen. Nuove classi, uffici degli insegnanti, musei e biblioteche vennero costruite. Nella cupola frontale venne rimosso e ricostruito un osservatorio, progettato da Hillebrandt o Karl Georg Zillack.
L'inaugurazione dell'università avvenne il 25 giugno 1780, nel quarantesimo anniversario dell'incoronazione di Maria Teresa. La sala del trono divenne una splendida aula decorata con affreschi raffiguranti le quattro facoltà. Nel 1953 due affreschi grisaille vennero scoperti sui lati corti della stanza.
Nel 1778 Hillebrandt costruì una nuova cappella con il compito di custodire una reliquia del re Santo Stefano d'Ungheria, la mano destra mummificata, recuperata dalla regina Maria Teresa nel 1771 dalla Repubblica di Ragusa. La Cappella del Sacro Diritti era posizionata vicino a quella di San Sigismondo, al centro della corte interna. Il perimetro esterno era ottagonale, l'interno ovale ed era sovrastata da una cupola. L'altare venne dipinto da Joseph Hauzinger.

### Il palazzo dei Palatini
I problemi funzionali dell'università rimasero irrisolti; nel 1783 le facoltà si trasferirono a Pest. Nel 1791 il palazzo divenne residenza del nuovo Asburgo Palatino del Regno d'Ungheria, l'arciduca Alessandro Leopoldo. Dopo la morte del palatino, avvenuta nel 1795, il fratello minore arciduca Giuseppe gli successe. L'ultimo palatino d'Ungheria fu l'arciduca Stefano. La corte palatina del Castello di Buda fu il centro della mondanità della capitale ungherese.
Nel 1810 il palazzo palatino venne danneggiato da un incendio. Nei decenni successivi vennero stesi molti progetti nel tentativo di recuperarlo, ma non vennero mai eseguiti nonostante la torre dell'osservatorio, che ostacolava i lavori, fosse stata rimossa. Nel 1838 la cripta della Cappella di San Sigismondo venne ricostruita secondo i piani di Franz Hüppmann. La Cripta Palatina fu utilizzata come sepolcro dall'arciduca Giuseppe e dalla sua famiglia. La cripta è l'unica parte sopravvissuta alla distruzione della seconda guerra mondiale.
L'arciduca Giuseppe fece costruire giardini sui lati meridionale e orientale della collina del castello secondo i progetti di Antal Tost. Questi giardini in stile inglese erano tra i più famosi dell'intera nazione.
Il Palatino Stefano abbandonò il palazzo il 23 settembre 1848 quando la rottura tra il governo ungherese e la sua dinastia divenne insanabile.
Il 5 gennaio Buda venne occupata dall'esercito austriaco guidato dal principe Alfred von Windisch-Graetz. Il comandante delle truppe dormì presso il castello.
Il 4 maggio 1849 l'esercito rivoluzionario ungherese di Artúr Görgey iniziò un assedio al castello, difeso dal generale Heinrich Hentzi. Il 20 maggio gli ungheresi riconquistarono il castello in seguito ad un poderoso assalto. Il palazzo fu l'ultima roccaforte delle truppe austriache e, per questo, fu bersaglio di un pesante fuoco d'artiglieria. Il fuoco che ne scaturì distrusse le ali centrale e meridionale, compresi gli interni.

### Epoca di Francesco Giuseppe I d'Asburgo

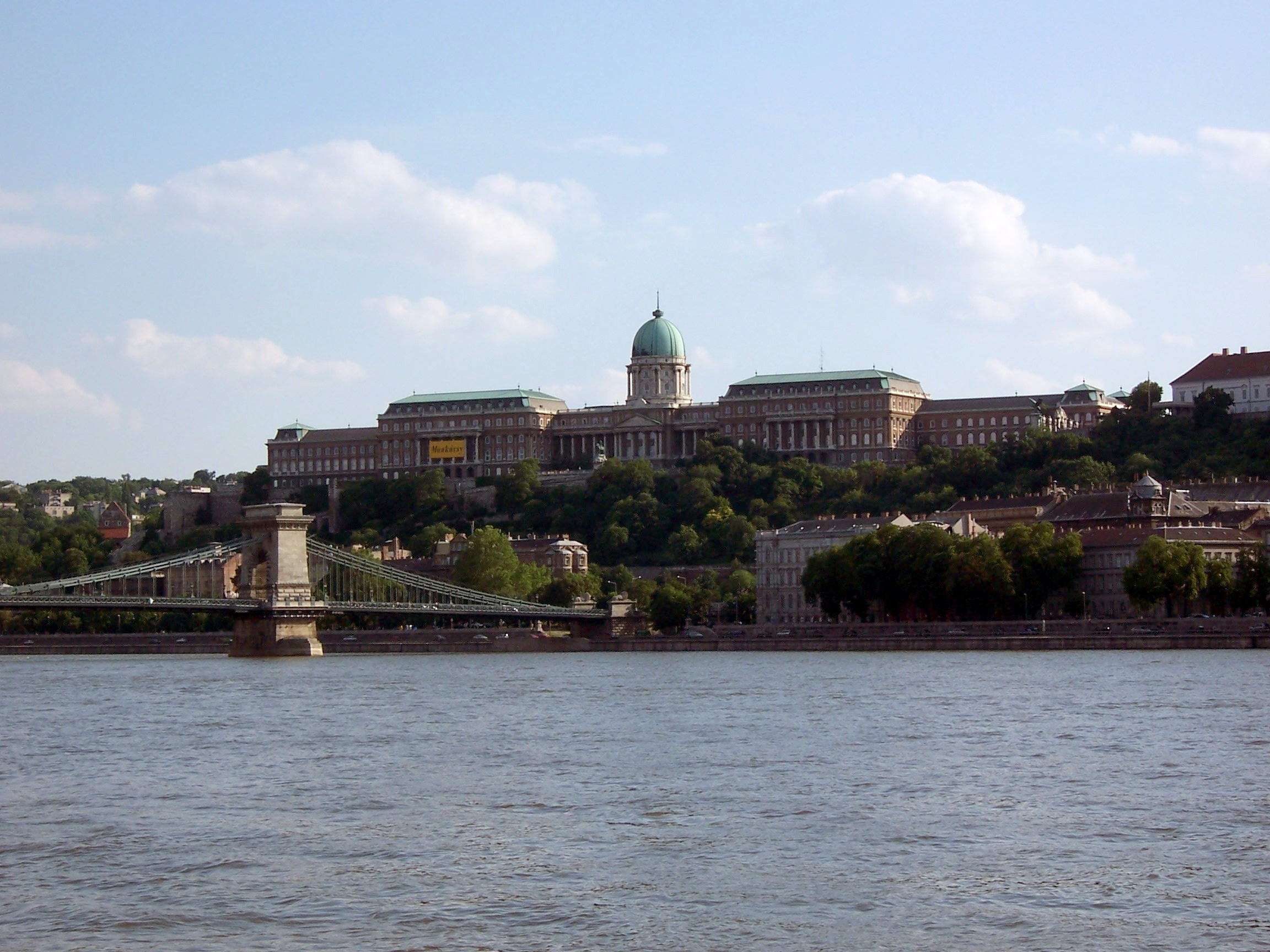
Il castello di Buda visto dalla sponda opposta del Danubio, a Pest

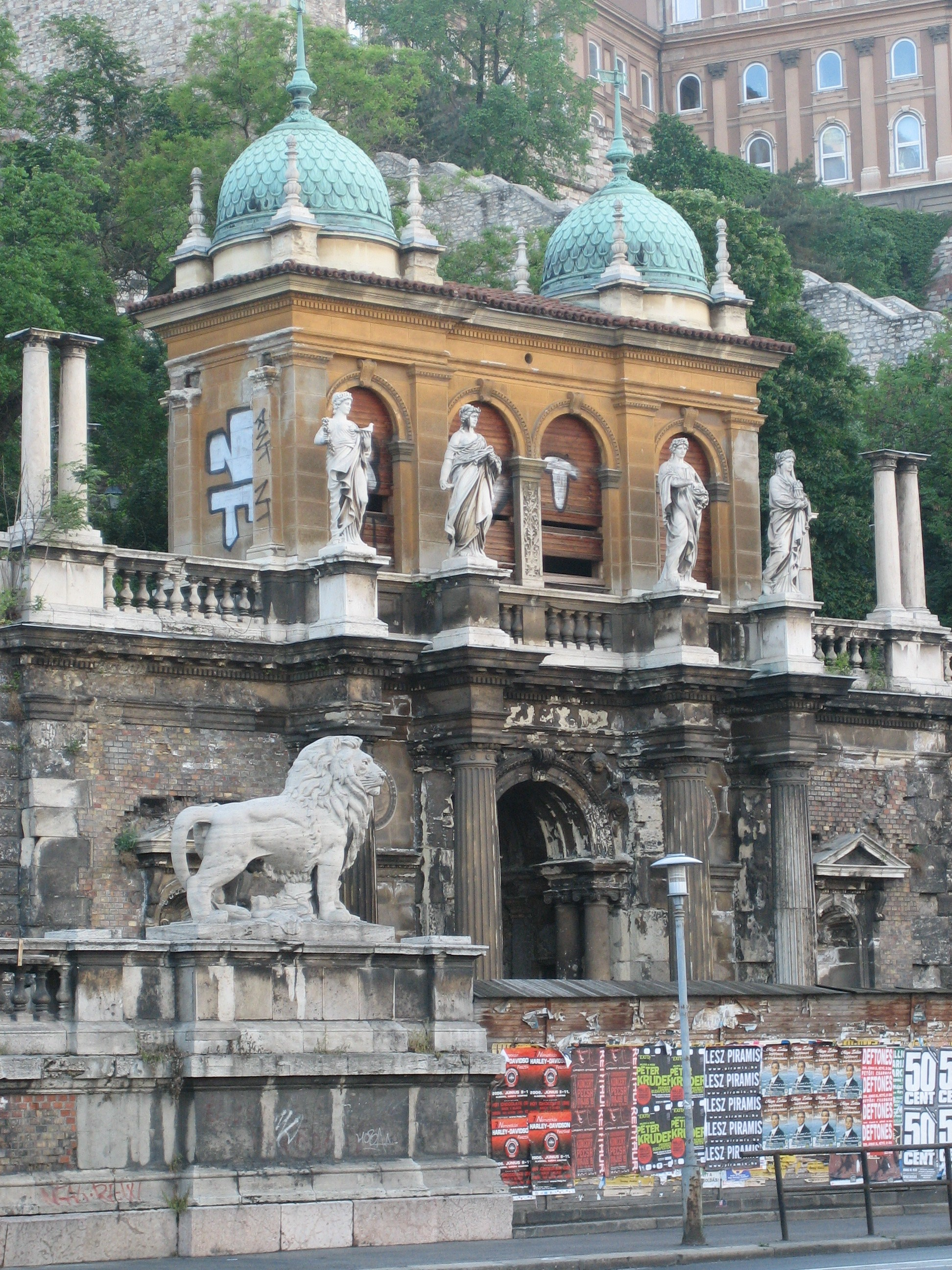
Ingresso nell'area del Castello

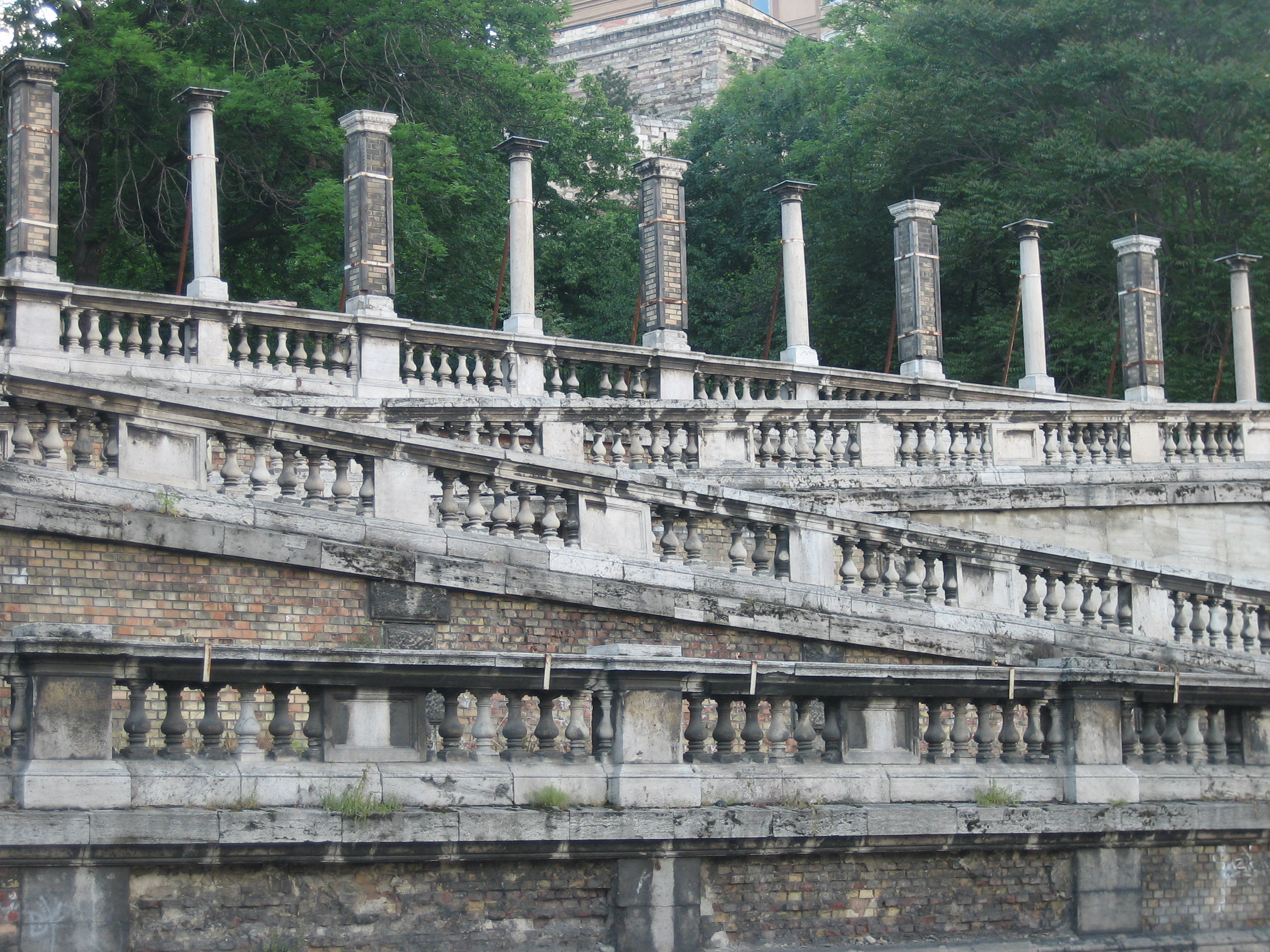
Salita al Castello

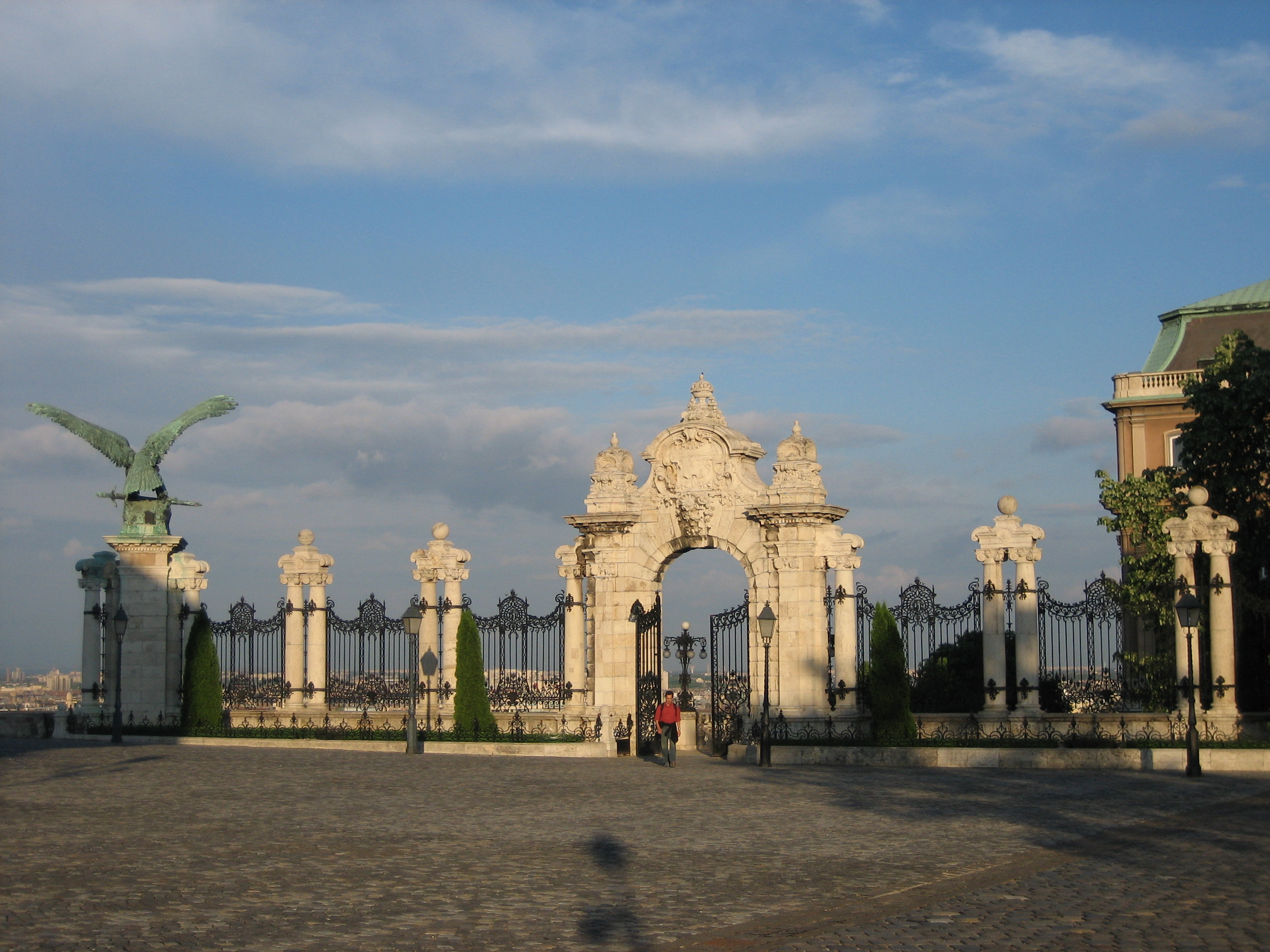
Entrata al Castello

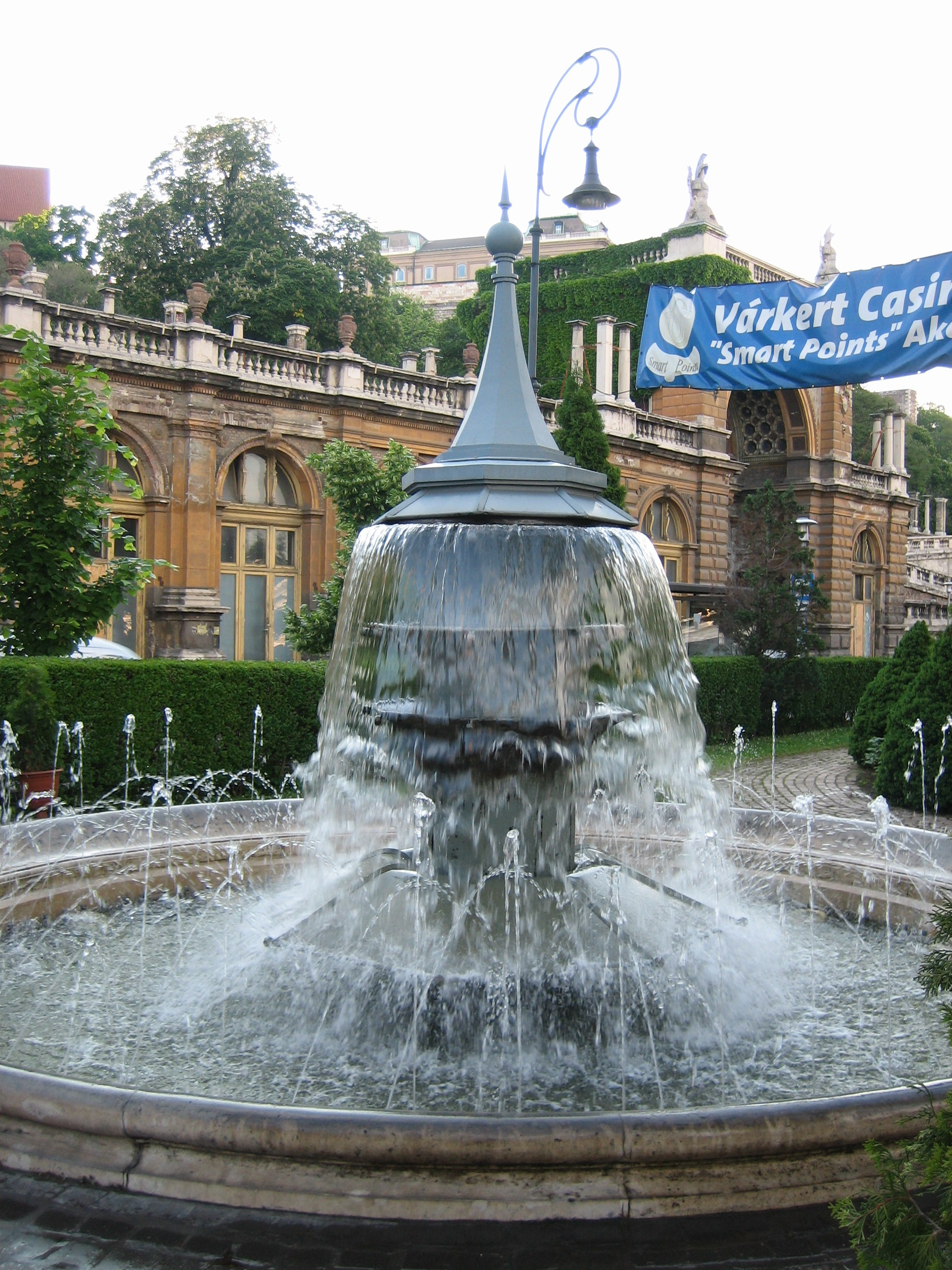
La fontana di fronte all'ingresso all'area del Castello

Il palazzo venne subito ricostruito tra il 1850 ed il 1856 da Josef Weiss e Carl Neuwirth. L'ala centrale composta da 13 assi venne ricostruita su tre piani e con una torre tozza. Il risalto centrale venne decorato con un balcone sorretto da sei colonne mastodontiche. Grazie a queste modifiche l'ex palazzo barocco di Maria Teresa divenne un più austero edificio in stile neoclassico.
La sala del trono venne ridecorata con marmi e stucchi. Dopo il 1853 le maestose sale vennero ricreate in stile rococò francese con stucchi bianco-oro e arredi provenienti dalla Hofburg.
In questo periodo il palazzo era troppo piccolo per le necessità della corte reale, e cucine e camere di servizio furono locate nel vicino Zeughaus. Il palazzo venne connesso allo Zeughaus tramite un passaggio protetto da vetri.
Sul lato occidentale della corte venne eretti due piccoli edifici secondo quanto deciso da Weiss e Neuwirth nel 1854. Questi due complessi (Stöckl) ospitavano gli appartamenti dell'arciduca e degli ufficiali imperiali. Il Wachlokal venne invece costruito per le guardie reali.
L'imperatore Francesco Giuseppe I d'Asburgo visitò il castello nel 1856 e nel 1857. In seguito, nel 1867, venne incoronato re d'Ungheria. Il palazzo giocò un ruolo importante nella riappacificazione tra nazione e nobiltà, rappresentando la pace.
Negli ultimi decenni del diciannovesimo secolo Budapest subì un rapido sviluppo economico. Gli ambiziosi progetti di pianificazione territoriale vennero svolti espressamente per garantire lo sviluppo della capitale. Tra questi progetti fa posta attenzione sulla ricostruzione del castello. Il governo autonomo ungherese aveva intenzione di creare un palazzo reale che fosse in grado di competere con le più famose opere europee (soprattutto con i vecchi rivali viennesi di Hofburg). Le opere occuparono circa 40 anni, dal 1875 al 1912, e causarono profondi cambiamenti nella topografia dell'intera area.

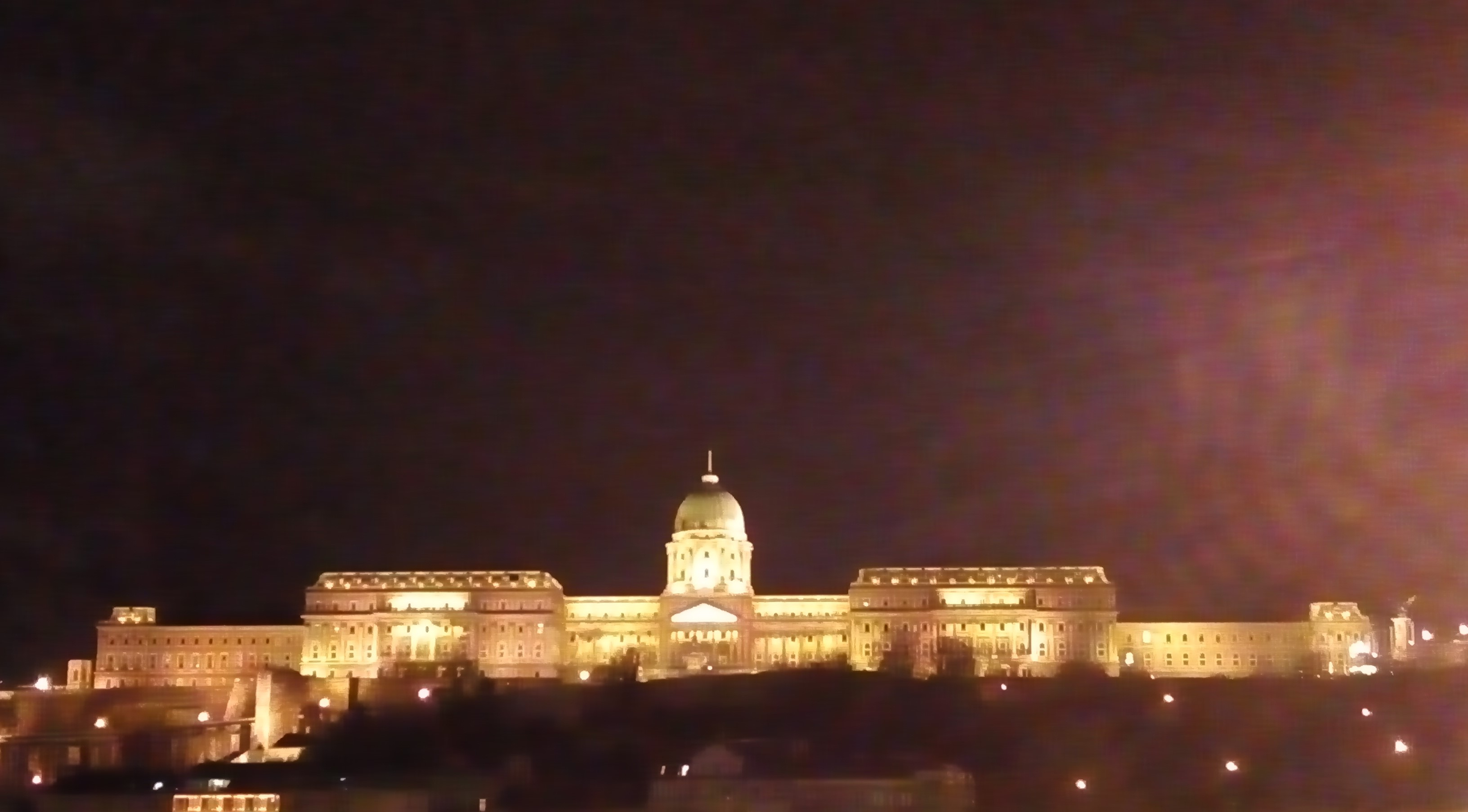
Il castello di Buda di notte

Per prima cosa il Várkert-bazár (Padiglione del Giardino Reale) venne costruito sulla riva del Danubio, ai piedi della collina, tra il 1875 ed il 1882. Lo splendido portone in stile neorinascimentale venne disegnata da Miklós Ybl, il più famoso architetto ungherese di quel periodo. La struttura era aperta con padiglioni, scale e rampe. Ybl costruì anche il nuovo impianto idrico, chiamato Várkert-kioszk (Giardino Reale Kiosk) e due torri posizionate davanti alle mura medievali di cortina. Quella più a sud era in stile Rinascimentale francese, simile ad un piccolo castello a torri, mentre quella a nord era in stile gotico. Solo Várkert-bazár e Várkert-kioszk sopravvissero alla distruzione del ventesimo secolo.

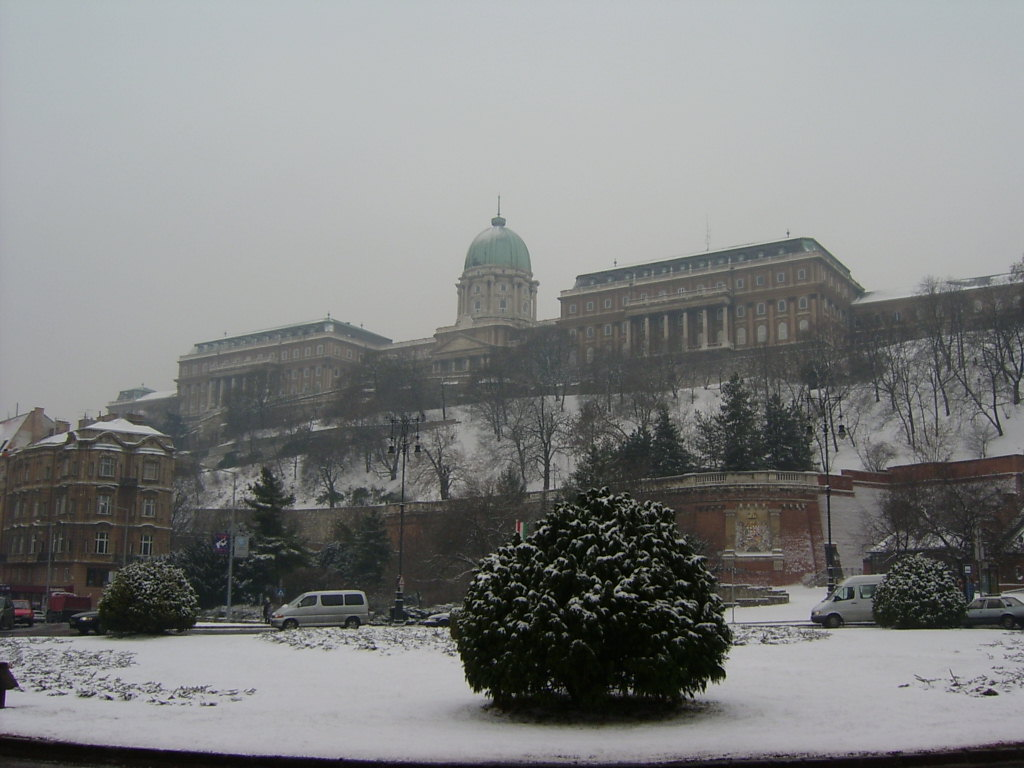
Il castello di Buda innevato, foto scattata dal lato di Buda del Danubio

Nel 1882 il primo ministro Kálmán Tisza incaricò l'architetto Miklós Ybl del progetto di ricostruzione del palazzo. Nei suoi piani del 1885, Ybl decise di tenere il vecchio stile barocco e di utilizzarlo anche sul lato occidentale della corte, raddoppiando la dimensione della residenza. Progettò anche una nuova carreggiata sul lato occidentale demolendo le mura e le torri medievali di Újvilág-kert. Il problema principale fu la vicinanza dell'altopiano del castello che limitava lo spazio a disposizione per la nuova Ala Krisztinaváros (Che prende il nome dal vicino distretto). Ybl risolse il problema erigendo una struttura che proseguiva fino ai piedi del colle. La facciata occidentale era sprovvista di finestre ed era alta tre piani. Sull'altro lato la facciata principale della corte era alta quanto il palazzo barocco. L'intera facciata fu ricoperta da lastre in pietra, mentre le parti antiche furono fatte in stucco in modo da rendere evidente la differenza tra le parti barocche e neorinascimentali. La vecchia corte divenne una corte chiusa con una splendida porta ad arco custodita da quattro leoni opera dello scultore János Fadrusz. La corte prese il nome di "Corte dei Leoni" (Oroszlános udvar).
I lavori vennero iniziati il 1º maggio 1890 ma Ybl morì il 22 gennaio 1891. Il suo successore, Alajos Hauszmann modifico solo leggermente i piani dell'ala Krisztinaváros. Nel 1896 l'edificio raggiunse il livello della corte ed il re Francesco Giuseppe pose la prima pietra del palazzo che venne completato in breve tempo.
Nel 1893 vennero festeggiati nel palazzo i 25 anni dell'incoronazione di re Francesco Giuseppe. La vecchia sala dei banchetti si dimostrò troppo piccola, per cui Hauszmann la allargò abbattendo e ricostruendo il muro che dava sulla corte (quello con la facciata Hillebrandt).
Nonostante tutto la nuova ala di Ybl fosse ritenuta ancora troppo piccola per i grandi ricevimenti, e quindi venne iniziata una nuova costruzione. L'ala nord, sul lato del vecchio Zeughaus, venne completata da Hauszmann. L'architetto raddoppiò il palazzo barocco sul lato del Danubio, imitandone i tratti stilistici. Nel punto d'unione dei due tratti venne creato un imponente portico colonnato con un timpano (decorato con statue allegoriche di Károly Sennyey) ed alcuni gradini noti come "Gradini d'Asburgo". L'intero palazzo era coperto da una cupola simile alla corona di Santo Stefano. La cupola mostra influenze di arte tedesca Jugendstil così come altri dettagli dell'ala nord., ad esempio la facciata posteriore verso la corte occidentale. Questa corte è ornata della famosa fontana di Mattia (Mátyás-kút), opera dello scultore Alajos Stróbl. Sopra la porta principale si trova la statua della divinità Hungaria. Questo lato fu la facciata principale del complesso nonostante fosse più corta e meno caratteristica di quella affacciata sul Danubio. La vecchia Cappella del Sacro Diritto venne in seguito abbattuta.
Hauszmann progettò anche la Scuola d'equitazione nell'ex-Újvilág, conosciuta come Corte Csikós grazie alla statua di Csikós scolpita da György Vastagh (che ora si trova nella corte occidentale). Prima della metà della facciata del Danubio venne eretta una nuova statua equestre in onore del Principe Eugenio di Savoia, vittorioso capo dell'esercito asburgico durante la battaglia di Zenta. La corte orientale venne chiusa con una ringhiera in ferro battuto. Due scalinate conducevano allo Szent György tér, che si trovava su un piano sopraelevato. La cancellata termina con una corona di colonne ed una statua monumentale del leggendario Turul, l'uccello sacro dei Magiari che spalanca le ali sopra Budapest.
Nella corte occidentale Hauszmann inserì un corpo di guardia neobarocco e ricostruì la vecchia Scuderia Reale. Il Giardino Reale, sul lato sud della collina, divenne famoso per le preziose piante, le serre e le pittoresche terrazze. Al centro dei giardini si trovava la Casa Svizzera della Regina Elisabetta arredata con oggetti folcloristici ungheresi. La casa venne costruita sopra le rovine di una vecchia portineria, ed in parte la sostituì.
L'interno del palazzo venne decorato ed arredato esclusivamente con lavori dei migliori artisti ungheresi dell'epoca. Il palazzo reale venne inaugurato nel 1912. Contemporaneamente i critici lo elogiarono definendolo uno dei migliori edifici nazionali del secolo.

### Gli anni della guerra civile e l'assedio
Il palazzo di Hauszmann resistette solo per tre decenni. Dopo la rivoluzione del 1918 e la detronizzazione della Casa d'Asburgo il palazzo divenne sede del nuovo reggente del Regno d'Ungheria, Miklós Horthy. Si stabilì nell'ala Krisztinaváros insieme alla famiglia dal 1920 al 1944. In questo periodo il palazzo fu il centro della politica e della vita sociale ungherese. I giardini ospitarono eventi favolosi.
Il 15 ottobre 1944 Horthy tentò di estraniarsi dalla guerra. Il giorno dopo un commando tedesco guidato da Otto Skorzeny occupò il Palazzo Reale obbligando il reggente ad abdicare.
Il Castello di Buda fu uno dei punti di forza delle truppe tedesco-ungheresi durante l'assedio di Budapest durato dal 29 dicembre 1944 al 13 febbraio 1945. Le forze asserragliate riuscirono a rompere l'assedio russo l'11 febbraio, ma fu tutto inutile, e persero il 90% dei soldati nelle strade di Buda. Si suppone che i russi conoscessero i loro piani e avessero da ore puntato le armi pesanti sul percorso utilizzato per la fuga. Questa operazione viene considerata una delle più grandi catastrofi militari della storia ungherese.
Le lotte sanguinose ed il fuoco d'artiglieria ridusse nuovamente il palazzo ad un ammasso di rovine. Tutti gli arredi sparirono, i tetti e le volte collassarono e le ali meridionale e occidentale vennero incendiate. La distruzione è comparabile solo a quella del grande assedio del 1686.

## Musei
Il Museo Storico di Budapest si trova all'interno del Castello di Buda, diviso su quattro piani. Questo museo illustra la storia di Budapest dall'inizio alla fine dell'era comunista. Nella grande area del castello (da non confondere con l'edificio del castello vero proprio) si trova anche la parte inferiore della Cappella Reale, completamente restaurata e nei sotterranei si possono osservare esempi di prigioni dell'epoca. All'esterno si ammira la bellezza architetturale del Castello, ed i fantastici piccoli giardini situati all'interno dei medievali zwingers (recinti in muratura). Si ha anche accesso ad una vista panoramica sull'intero Distretto del Castello. Anche le torri sono accessibili, e da queste si riesce a vedere l'edificio del Parlamento, il Danubio, le strade che circondano il complesso e, nei giorni sereni, la Statua della Libertà.
Il castello ospita anche la Galleria nazionale ungherese, oltre a numerosi scavi che stanno portando alla luce vecchie rovine. Molti di questi scavi sono aperti al pubblico.